# بن بون
بن بون (بالهولندية: Ben Pon)‏ مواليد 9 ديسمبر 1936 في آمرسفورت، هو سائق فورملا 1 هولندي بدأ مسيرته الاحترافية سنة 1962. كان أول سباق له هو جائزة هولندا الكبرى 1962. خاض خلال مسيرته سباقًا واحدًا.

## سباقات شارك فيها
- لو مان 24 ساعة
- بطولة العالم للسيارات الرياضية

## روابط خارجية
- بن بون على موقع DriverDB.com (الإنجليزية)
- بن بون على موقع eWRC-results.com (الإنجليزية)
- بن بون على موقع أوليمبيديا (الإنجليزية)